# Justicia adenothyrsa
Justicia adenothyrsa là một loài thực vật có hoa trong họ Ô rô. Loài này được (Lindau) T.F. Daniel mô tả khoa học đầu tiên năm 1990.